# نبرد رودخانه بوربیا
نبرد رودخانه بوربیا (انگلیسی: Battle of the Burbia River)، نبردی است که در سال ۷۹۱ بین لشکر امارت قرطبه به فرماندهی عبدالله بن عثمان و یوسف بن بخت با پادشاه آستوریاس، برمودو یکم، در مناطق شمالی اسپانیا رخ داد که با پیروزی امارت قرطبه همراه بود.

## جنگ
پس از قدرت‌یابی مسیحیان در مناطق شمالی اسپانیا، حملات آنها به مناطق تحت سلطه امارت قرطبه آغاز شد به خصوص در عهدی که دستگاه امارت به شدت درگیر شورش‌ها و اختلافات داخلی بود. پس مناطق زیادی زیر حملات مسیحیان قرار گرفتند تا زمانی‌که هشام بعد از پدرش، عبدالرحمن داخل، به حکومت قرطبه رسید. وی همچون پدر دستور بسیج نیروها و اعلام جهاد علیه مسیحیان شمال اسپانیا را صادر کرد و لشکر ۴۰ هزار نفری به فرماندهی عبدالله بن عثمان به شمال گسیل کرد. این لشکر پس از عبور از قشتاله و جلیقیه، عازم نبرد با نیروهای مسیحی تحت فرمان برمودو یکم شد و توانست طی جنگی مقاومت آنها را شکسته و آنها را مجبور به عقب‌نشینی کرد. بعد از آن نیز عبدالله دوباره به قرطبه بازگشت.
اما اندکی از نگذشته بود که دوباره لشکری به رهبری یوسف بن بخت به جلیقیه حمله برد و توانست برمودو را شکست داد و خیل عظیمی از مسیحیان در این نبرد کشته شدند. پس از آن بود که برمودو تخت سلطنت را به نفع آلفونسو دوم رها کرد و به کنج عزلت در دیر پناه برد.